# Antonela Mena
Antonela Mena (født 28. marts 1988) er en håndboldspiller fra Argentina. Hun spiller på Argentinas håndboldlandshold, og deltog under VM 2011 i Brasilien.